# Gadki
Gadki – wieś w Polsce położona w województwie łódzkim, w powiecie bełchatowskim, w gminie Drużbice.
W latach 1975–1998 miejscowość administracyjnie należała do województwa piotrkowskiego.

## Wsie w pobliżu
- Hucisko (1,5 km)
- Krzepczów (1,7 km)
- Kobyłki (1,8 km)
- Wdowin-Kolonia (2 km)
- Mzurki (2,9 km)
- Żądło (3,3 km)
- Wdowin (3,4 km)
- Boryszów (3,4 km)
- Stefanów (3,4 km)
- Budków (3,4 km)